# Ein starkes Team: Mit aller Macht
Mit aller Macht ist ein deutscher Fernsehfilm von Thorsten Näter aus dem Jahr 2008. Es handelt sich um die 40. Folge der Krimiserie Ein starkes Team  mit Maja Maranow und Florian Martens in den Hauptrollen.

## Handlung
Sputnik hat gerade sein neues böhmisches Restaurant eröffnet und Kriminalrat Reddemann feiert dort mit dem Team seinen Geburtstag. Am Nebentisch sitzt eine Gruppe russischer Gäste, als plötzlich drei maskierte bewaffnete Männer in das Lokal kommen und ein Blutbad anrichten. Teamchef Reddemann wird dabei schwer verletzt. Trotz des Durcheinanders kann der deutsche Auktionshaus-Besitzer Bodo Markwart erkannt und schon zwei Wochen später eher zufällig in Prag verhaftet werden. Zur Identifizierung müssen Kriminalhauptkommissarin Verena Berthold und Kollege Otto Garber dorthin fahren, können den Beschuldigten jedoch nicht gleich mitnehmen. Die tschechischen Kollegen bestehen darauf, die Überführung bis zur Grenze zu übernehmen. Trotz aller Vorsorge gelingt Markwart die Flucht, die offensichtlich von seinen Komplizen gut vorbereitet wurde. Verena Berthold verfolgt den Flüchtigen und gerät dabei in die Hände der Bande, die sie nun gefangenhält.
Die Ermittler Ben Kolberg und Yüksel Yüzgüler können in der Zwischenzeit in Berlin herausfinden, dass die Bande im großen Stil mit geraubten Bildern und Kunstgegenständen handelt. Otto Garber findet so in Prag die Spur zu Pavel Vavrina und dessen Sohn Zdenek, letzterer hat mit der russischen Kunstmafia zu tun. Wegen Vavrinas einflussreicher Stellung in Prag kann Garber nicht viel gegen ihn und seine Helfer unternehmen. Während er darüber verärgert ist, gelingt Verena Berthold die Flucht und sie kann sogar Markwart dabei verhaften. Sie ist davon überzeugt, dass die Bande einen Informanten bei der Polizei hat. Diese Vermutung verstärkt sich, als Markwart vor ihren Augen vergiftet wird, um ihn als Zeugen auszuschalten. Mit Hilfe der tschechischen Beamten sowie Kolberg und Yüzgüler, die ihren Kollegen zu Hilfe kommen, kann der Händlerring zerschlagen und auch der Informant entlarvt werden. Obwohl Zdenek Vavrina, der eigentliche Kopf der Bande, entkommt, wird er von seinem eigenen Vater für seine Eigenmächtigkeiten bei der Flucht erschossen.

## Hintergrund
Mit aller Macht wurde 2007 zu großen Teilen in Prag gedreht und am 24. Mai 2008 um 20:15 Uhr im ZDF erstausgestrahlt.
Sputnik, dessen Rolle als Geschäftsmann in der Serie als ein Running Gag angelegt ist, betreibt in dieser Folge ein böhmisches Restaurant.

## Kritik
Die Kritiker der Fernsehzeitschrift TV Spielfilm vergeben die beste Wertung (Daumen nach oben), fanden „die plakative deutsche Beamtenüberheblichkeit gegenüber Prager Kollegen nervt, aber sonst ist der 40. Fall der Berliner Ermittler kurzweilig, packend und angenehm verzwickt“. Fazit: „Toughes Team, gute Story, temporeich.“